# 가이노이드

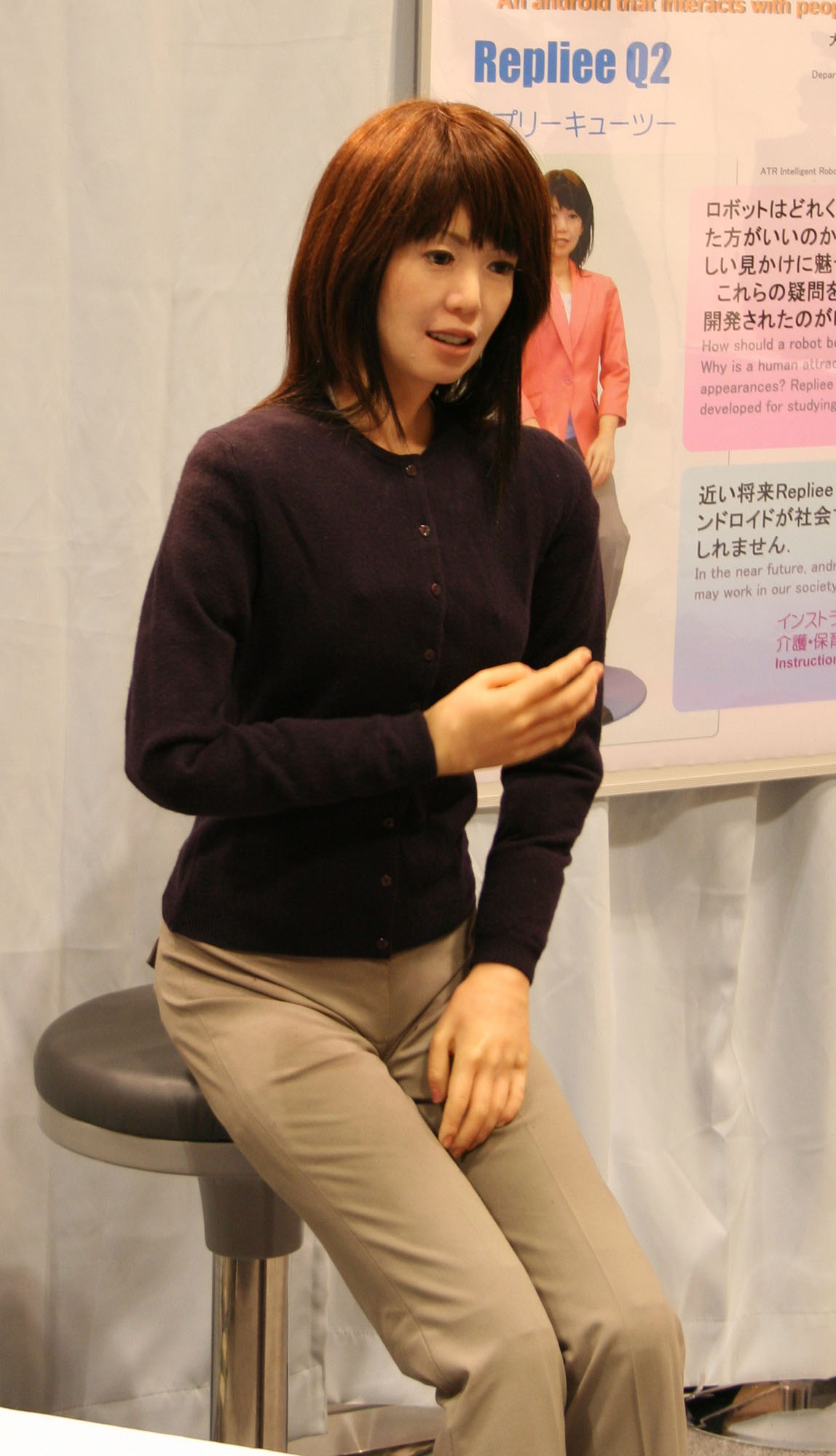

가이노이드(gynoid) 또는 펨봇(fembot)은 남성만을 일컫는 좁은 의미의 안드로이드와 대비되는 여성형의 휴머노이드이다.
가이노이드는 공상 과학 영화와 예술에 널리 나타난다. 보다 사실적인 휴머노이드 로봇 설계가 기술적으로 가능해짐에 따라 실제 로봇 설계에도 등장하고 있다. 다른 로봇과 마찬가지로 가이노이드의 주요 부품에는 센서, 액추에이터 및 제어 시스템이 포함된다. 센서는 환경의 변화를 감지하는 역할을 하는 반면 이펙터라고도 하는 액추에이터는 로봇의 움직임과 제어를 담당하는 모터 및 기타 구성 요소이다. 제어 시스템은 로봇에게 원하는 결과를 얻기 위해 무엇을 해야 하는지 지시한다.

## 목록
- 소피아 (로봇)
- 크로이노와 FT
- HRP-4C